# Collégiale Saint-Gangulphe de Florennes
 (novembre 2021).
Si vous disposez d'ouvrages ou d'articles de référence ou si vous connaissez des sites web de qualité traitant du thème abordé ici, merci de compléter l'article en donnant les références utiles à sa vérifiabilité et en les liant à la section « Notes et références ».
La collégiale Saint-Gangulphe est un édifice religieux catholique sis au centre de la ville de Florennes, dans l’Entre-Sambre-et-Meuse, en Belgique. Construite au début du XIe siècle l’église devint collégiale en 1029 par intervention de l’abbaye de Florennes qui fut son soutien. Le chapitre canonial comptait sept membres, 2 prêtres et cinq chanoines. Rendue au culte au début du XIXe siècle elle est aujourd'hui lieu de culte de la communauté catholique de Florennes.

## Histoire
Une première église fut construite aux environs de l’an 1002 par Arnould de Rumigny-Florennes et consacrée (1006) par Notger, premier prince-évêque de Liège. À peine ouverte au culte, l'église eut à souffrir de la bataille mettant aux prises le comte Lambert de Louvain et le comte Godefroid II d'Andenne, oncle maternel de Godefroid de Florennes. 
L’oratoire primitif de style roman, qui avait la dimension de la nef actuelle, fut agrandi par Wéric, troisième abbé du monastère Saint-Jean-Baptiste-et-Saint-Maur (1022-1038) devenu abbaye bénédictine, qui y fonda également un chapitre de chanoines. C’est alors, vers 1029, que l’église devint collégiale.
Plus tard, le nombre des clercs fut porté à 12 sous la juridiction d'un doyen qui n'était autre que le Père-abbé du monastère. Une charte de 1372 nous apprend que le vice-doyen et le chapitre de Florennes dressèrent les statuts de la collégiale. Le document a disparu.
En 1554, au cours de conflits survenus entre Henri II, roi de France, et la Maison d'Autriche-Espagne, la ville et sa collégiale furent détruites. La paix revenue, l'église fut reconstruite en plus grand. En 1604, Dom Jacques de Saymon de Vireux, 40e abbé de l’abbaye de Florennes, prend en charge la décoration du jubé, en faisant sculpter la décollation de saint Jean-Baptiste.
En 1755, des sacristies furent construites des deux côtés du sanctuaire, sur les plans de l'architecte Jean-Baptiste Chermanne (1704-1770). Au cours des siècles, le nombre des chanoines fut porté de 12 à 15, mais la Révolution française sonnera le glas du chapitre. En 1798, les scellés sont apposés en vue de la suppression de l’église et les biens sont mis en vente le 31 mai 1798. Les chanoines arrêtés sont emprisonnés sur l'île de Ré d'où ils ne seront libérés qu'en 1800.
En 1801, en application des termes du concordat entre le Pape Pie VII et le premier consul Napoléon Bonaparte, la collégiale est réaffectée au culte catholique. Mais le chapitre collégial de Saint-Gangulphe n’est pas rétabli.   

## Patrimoine

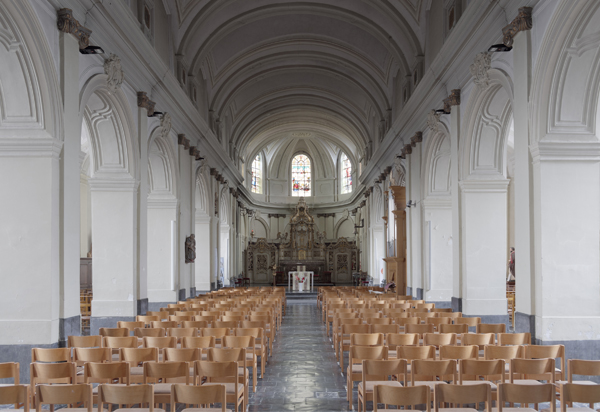
Intérieur

- Le maître-autel, réalisé au XVIIe siècle en chêne sculpté, peint et doré, est chargé d'ornements de style Louis XV qui furent restaurés en 1838.
- Devant le maître-autel, l'augle-lutrin en bois date du XVIIIe siècle.
- Les sacristies couvertes de voûtes nervurées ou en voile sont ornées de décors Louis XV.
- Plusieurs remarquables statues : une Vierge datant du XVIe siècle, la statue équestre de saint Gangulphe de Varennes (décédé au château d'Avallon en 763), avec coffret contenant ses reliques, et un Bon Dieu de Pitié datant lui aussi du XVIe siècle.
- Les armoiries peintes sur la partie haute des murs sont celles de la ville de Florennes, des seigneurs et de certains abbés de Florennes et des congrégations religieuses ayant œuvré dans la ville.
- Un orgue ancien, datant de 1732 et réalisé par le facteur Jacques Genard (de Charleroi), se trouve toujours dans la tribune. Un nouvel orgue, du facteur André Thomas de Francorchamps, fut placé sous la seconde arcade (en 2002).

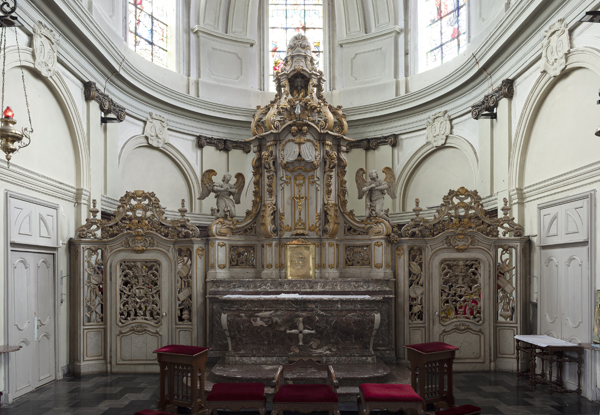
Maître-autel
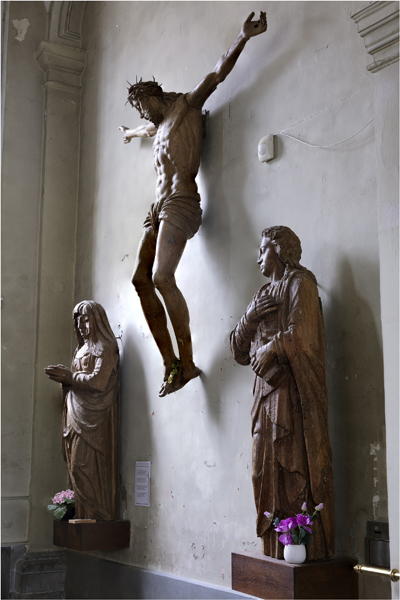
Calvaire
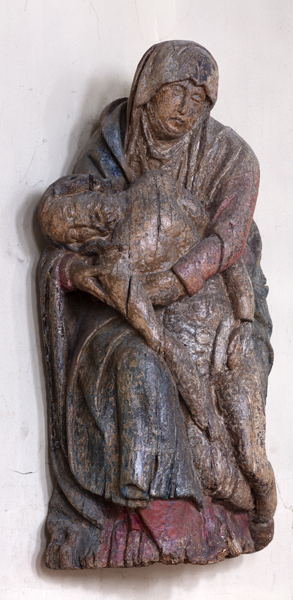
Vierge et enfant (16e siècle)
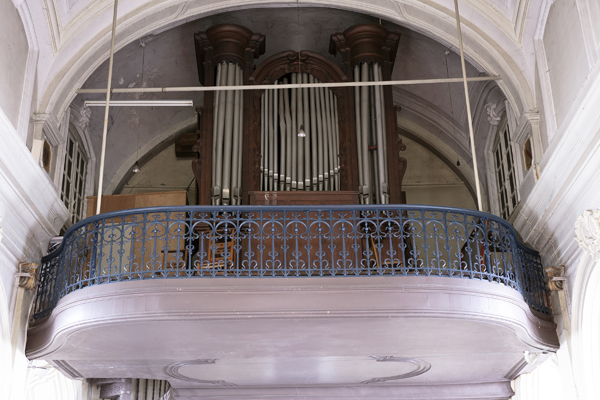
Orgue (1732)